# امامزاده سلیمان راونج
امامزاده سلیمان راونج مربوط به اواخر دوره قاجار -اوایل دوره پهلوی است و در شهرستان دلیجان، بخش مرکزی، روستای راونج واقع شده و این اثر در تاریخ ۱۰ دی ۱۳۸۱ با شمارهٔ ثبت ۶۹۷۷ به‌عنوان یکی از آثار ملی ایران به ثبت رسیده است.